# 今里 (海老名市)
今里（いまざと）は、神奈川県海老名市の地名。現行行政地名は今里一丁目から今里三丁目および住居表示未実施の大字今里からなる。

## 地理
市内中央やや南寄りに位置し、一帯は相模平野の中央部にあたる。
北から北西にかけて中新田、北東で大谷、東で杉久保および杉久保北、南で上河内、南西で社家に接する（いずれも海老名市）。北東部から時計回りに一丁目〜三丁目が存在し、北・東・南の端に住居表示未実施地域がある。

### 面積
面積は以下の通りである。
| 大字・丁目 | 面積（km2） |
| ---------- | ----------- |
| 今里       | 0.160       |
| 今里一丁目 | 0.110       |
| 今里二丁目 | 0.120       |
| 今里三丁目 | 0.180       |
| 計         | 0.570       |

### 地価
住宅地の地価は、2023年（令和5年）1月1日の公示地価によれば、今里2-12-10の地点で13万5000円/m2となっている。

## 歴史

### 地名の由来
「新しくできた里」を意味する。応永年間（別説として永禄4年）に相模川の氾濫により集落が流失した後、大谷と杉久保の一部から新しい集落が形成されたといわれる。戦国時代にはすでに「今里」の名が見られる。

### 沿革
- 江戸時代 - 高座郡今里村成立。
- 1868年（明治元年） - 今里村、神奈川府を経て神奈川県に所属。
- 1889年（明治22年）4月1日 - 町村制施行により高座郡有馬村大字今里となる。
- 1955年（昭和30年） - 有馬村が海老名町と合併し、海老名町の大字となる。
- 1971年（昭和46年）11月1日 - 海老名町が市制施行し、海老名市となる。
- 2010年（平成22年）2月1日 - 中央部で住居表示実施。今里一丁目 - 三丁目成立[6]。

### 町名の変遷
| 実施後     | 実施年月日   | 実施前   |
| ---------- | ------------ | -------- |
| 今里一丁目 | 2010年2月1日 | 大字今里 |
| 今里二丁目 | 2010年2月1日 | 大字今里 |
| 今里三丁目 | 2010年2月1日 | 大字今里 |

## 世帯数と人口
2023年（令和5年）1月1日現在（海老名市発表）の世帯数と人口は以下の通りである。なお、大字今里は0人のため省略とする。
| 丁目       | 世帯数    | 人口    |
| ---------- | --------- | ------- |
| 今里一丁目 | 262世帯   | 759人   |
| 今里二丁目 | 401世帯   | 1,011人 |
| 今里三丁目 | 542世帯   | 1,324人 |
| 計         | 1,205世帯 | 3,094人 |

### 人口の変遷
国勢調査による人口の推移。
| 年                 | 人口  |
| ------------------ | ----- |
| 1995年（平成7年）  | 1,865 |
| 2000年（平成12年） | 2,343 |
| 2005年（平成17年） | 2,407 |
| 2010年（平成22年） | 2,538 |
| 2015年（平成27年） | 2,781 |
| 2020年（令和2年）  | 3,092 |

### 世帯数の変遷
国勢調査による世帯数の推移。
| 年                 | 世帯数 |
| ------------------ | ------ |
| 1995年（平成7年）  | 589    |
| 2000年（平成12年） | 754    |
| 2005年（平成17年） | 830    |
| 2010年（平成22年） | 894    |
| 2015年（平成27年） | 1,017  |
| 2020年（令和2年）  | 1,157  |

## 学区
市立小・中学校に通う場合、学区は以下の通りとなる（2022年12月時点）。
| 大字・丁目 | 番地         | 小学校                                                 | 中学校                                                |
| ---------- | ------------ | ------------------------------------------------------ | ----------------------------------------------------- |
| 今里       | 630～674番地 | 海老名市立社家小学校 海老名市立中新田小学校（選択可能) | 海老名市立有馬中学校 海老名市立海西中学校（選択可能） |
| 今里       | 上記以外     | 海老名市立社家小学校                                   | 海老名市立有馬中学校                                  |
| 今里一丁目 | 全域         | 海老名市立社家小学校 海老名市立中新田小学校（選択可能) | 海老名市立有馬中学校 海老名市立海西中学校（選択可能） |
| 今里二丁目 | 1～8番       | 海老名市立社家小学校 海老名市立中新田小学校（選択可能) | 海老名市立有馬中学校 海老名市立海西中学校（選択可能） |
| 今里二丁目 | 上記以外     | 海老名市立社家小学校                                   | 海老名市立有馬中学校                                  |
| 今里三丁目 | 1～15番      | 海老名市立社家小学校 海老名市立中新田小学校（選択可能) | 海老名市立有馬中学校 海老名市立海西中学校（選択可能） |
| 今里三丁目 | 上記以外     | 海老名市立社家小学校                                   | 海老名市立有馬中学校                                  |

## 事業所
2021年（令和3年）現在の経済センサス調査による事業所数と従業員数は以下の通りである。
| 大字・丁目 | 事業所数 | 従業員数 |
| ---------- | -------- | -------- |
| 今里一丁目 | 14事業所 | 172人    |
| 今里二丁目 | 23事業所 | 245人    |
| 今里三丁目 | 33事業所 | 761人    |
| 計         | 70事業所 | 1,178人  |

### 事業者数の変遷
経済センサスによる事業所数の推移。
| 年                 | 事業者数 |
| ------------------ | -------- |
| 2016年（平成28年） | 71       |
| 2021年（令和3年）  | 70       |

### 従業員数の変遷
経済センサスによる従業員数の推移。
| 年                 | 従業員数 |
| ------------------ | -------- |
| 2016年（平成28年） | 1,092    |
| 2021年（令和3年）  | 1,178    |

## 交通
地内を通過する鉄道路線はない。最寄駅は厚木駅および社家駅。

### バス
- 神奈川中央交通
  - 長16系統 長後駅西口・海老名駅行
- 神奈川中央交通・相鉄バス
  - 実証運行路線 海老名駅行・寒川駅行[注 2]

### 道路
高速道路
- 東名高速道路 - 二丁目・三丁目の南端を通過。施設なし（海老名SA - 海老名JCT間）。

主要地方道
- 神奈川県道43号藤沢厚木線 - 地内を南北に通過し、一丁目・二丁目と三丁目の境界をなす。

## 施設
今里（住居表示未実施）
- 神奈川県立中央農業高等学校（一部は中新田に所在）

今里一丁目
- 八幡宮
- 海老名市消防本部今里出張所

今里三丁目
- 今里庭球場
- 東林寺

## その他

### 日本郵便
- 郵便番号 : 243-0423[3]（集配局 : 綾瀬郵便局[16]）。